# Uniwersytet w Utrechcie
Uniwersytet w Utrechcie, Uniwersytet Utrechcki (niderl. Universiteit Utrecht, UU) – holenderski uniwersytet publiczny znajdujący się w Utrechcie (ośrodku administracyjnym prowincji Utrecht), założony 26 marca 1636.
Według Akademickiego Rankingu Uniwersytetów Świata zajmuje siódme miejsce na liście najlepszych uniwersytetów europejskich.
W 2004 liczba studentów wynosiła 26 787. Uniwersytet zatrudniał 8224 pracowników kadry naukowej i administracji, w tym 570 profesorów. Nadano 358 doktoratów i opublikowano 7010 artykułów. Budżet uczelni wyniósł 653 milionów euro.